# Coupe des champions du Brésil de beach soccer
La Coupe des champions du Brésil de beach soccer (en portugais, Copa dos Campeões), créé en 2011, est une compétition jouée entre les vainqueurs passés du championnat des États brésiliens de beach soccer. Elle est  organisée par la Confédération du Brésil de beach soccer.

## Histoire
En 2011, l'hôte de la première édition est le champion sortant : Espírito Santo. Champion des États en titre, l'équipe remporte la Coupe en venant à bout de Maranhão (6-5) en finale dans l'arène de Porto Canoa à Serra, grâce aux doublés de Bruno Xavier et Buru et des buts de Rui et Lecão. Eudin par deux fois ainsi que Datinha, Moïse et Serginho pour l'équipe nordiste. Bruno Xavier est élu meilleur joueur tandis que Marquinhos obtient le prix du meilleur gardien de but et Mosca celui de meilleur gardien avec sept buts. 
En 2012, Natal accueille les cinq champions brésiliens pour la deuxième édition du tournoi.

## Palmarès

### Par édition
| Année | Lieu  | Vainqueur      | Finaliste |
| ----- | ----- | -------------- | --------- |
| 2011  | Serra | Espírito Santo | Maranhão  |
| 2012  | Natal |                |           |

### Trophées individuels
| Édition | Meilleur joueur | Meilleur buteur | Meilleur buteur | Meilleur gardien |
| Édition | Meilleur joueur | Nom             | Nbr             | Meilleur gardien |
| ------- | --------------- | --------------- | --------------- | ---------------- |
| 2011    | Bruno Xavier    | Mosca           | 7 buts          | Marquinhos       |
| 2012    |                 |                 |                 |                  |

## Édition 2011
1re journée
- Espírito Santo 5 - 4 Rio de Janeiro
- Maranhão 3 - 3 (tab 2 - 1) São Paulo

2e journée
- Rio de Janeiro 5 - 3 Rio Grande do Norte
- Espírito Santo 4 - 4 (tab 1 - 2) Maranhão

3e journée
- São Paulo 4 - 1 Rio Grande do Norte
- Maranhão 6 - 3 Rio de Janeiro

4e journée
- São Paulo 4 - ? Rio de Janeiro
- Espírito Santo 6 - 3 Rio Grande do Norte

5e journée
- Espírito Santo 3 - 0 São Paulo
- Rio Grande do Norte 6 - 3 Maranhão

Finale (19 novembre 2011)
- Espírito Santo 6 - 5 Maranhão